# タンスのゲン
タンスのゲン株式会社は、福岡県大川市に本社を置く家具・寝具・家電・インテリア用品等の製造販売を手掛ける企業。実店舗での販売を行わず、通販サイト「タンスのゲン本店」やネット通販モールに複数出店し販売をおこなっている。

## 概要
「暮らしの未来を、デザインする。」という理念の元、ベッド、ソファー、マットレス、テレビ台などの家具だけではなく、羽毛布団などの寝具、デザイン家電、アウトドア用品、ベビー用品などの商品を揃えている。また、在宅向けのデスク・チェアも取り扱いしている。
その他、即日出荷対応、全品送料無料などのサービスを展開している。
2020年6月1日、タンスのゲンは、マスク1万枚と支援金300万円を大川市に寄付。マスクは市内の医療現場や公共施設、災害時の避難場所にて利用される。
また、支援金は新型コロナウイルス感染症の対策費用として利用される。
2022年3月1日、ロシアのウクライナ侵攻を受けて、ウクライナ市民の方々への人道支援のために100万円を寄付する。

## 社会貢献活動について
自身のウェブサイトによれば、森林保護、災害対策、地域協力を行っているとしている。

## 運営しているネットショップ
公式通販サイト「タンスのゲン本店」の他、Amazon、楽天、Yahoo!ショッピングなどネット通販モールにも複数出店している。

## イメージキャラクター
- 2013年：HKT48[5]
- 2021年：柳田悠岐（福岡ソフトバンクホークス）[6]

## オフィシャルスポンサー
タンスのゲン本社の所在地である福岡県の地元プロスポーツチームに協賛・スポンサーをしている。
2023年時点でスポンサーに就任しているチームは以下の通り
福岡ソフトバンクホークス（プロ野球）
アビスパ福岡（サッカーJリーグ）
ライジングゼファー福岡（プロバスケットボールBリーグ）

## 沿革
- 1964年1月：婚礼家具メーカーとして福岡県大川市酒見に橋爪健治が有限会社九州工芸を設立
- 1991年3月：福岡県筑後市に九州工芸筑後店を開店し小売・ オーダー家具を中心に活動
- 2002年7月：インターネット通販を立ち上げ楽天市場に「タンスのゲン」をオープン。
- 2004年
  - 3月：初代社長死去に伴い、ネット販売の強化、合理化のため筑後店を閉鎖、ネット専売に体制を変え拠点を大川本社に集約
  - 5月：「Yahoo!オークション店」をオープン。
- 2006年
  - 3月：即日出荷の強化の為、本社横に配送センター セカンドオフィスを新築
  - 9月：「本店」「ビッダーズ店」をオープン。
  - 10月：「Yahoo!ショッピング店」をオープン。
- 2008年11月：業務拡張の為、新社屋、配送センターを大川市下林に新築し本社移転、社名を「タンスのゲン株式会社」に変更
- 2009年
  - 5月：楽天市場に収納家具専門店 「Storage」を オープン。
  - 6月：即日出荷強化の為、本社横に倉庫・配送センターを新築
  - 10月：楽天市場にベッドと寝具の専門店「Ease Space」をオープン。
- 2009年12月：CSR活動の一環としてNPO法人を通じた植林活動を開始
- 2010年3月：タンスのゲン楽天市場店が月商1億円を突破、タンスのゲンYahoo!ショッピング店が月商5千万円を突破
- 2011年3月：販売強化の為、本社横に販促、WEBクリオフィスを新築
- 2012年
  - 1月：植林活動での植林数が通算500本を達成
  - 3月：タンスのゲン全店舗売上月商5億円達成
  - 5月：Amazonに出店開始
  - 7月：楽天市場「タンスのゲン」出店10周年
- 2013年
  - 1月：エコ活動の一環として本社倉庫屋上に大型「太陽光発電システム」を導入
  - 2月：初のTVコマーシャルを関東地区にて放映。HKT48が出演し、CMオリジナル曲『タンスのゲン』が同グループによって歌唱される[5]。なお、2019年5月29日にマリンメッセ福岡で行われた『指原莉乃11年ありがとう!大感謝祭』では、指原がHKT48メンバーと歌う“最後の曲”として本曲を歌唱。これをもって指原はAKB48グループメンバーとしての活動を完全に終了した[11]。
  - 5月：植林活動での植林数が通算1,000本を超える。

- 2014年
  - 10月：楽天市場に寝具専門店「ふとんのソムリエ」をオープン。植林活動での植林数が通算1,500本を超える
  - 12月：資本金5,000万円に増資
- 2015年
  - 1月：楽天市場にベビーグッズ専門店「ベビーデイズ」をオープン。
  - 5月：お客様対応強化の為、本社にコールセンターオフィスを新築
  - 7月：タンスのゲン楽天市場店より海外販売をスタート。楽天市場にスマートフォンアクセサリー雑貨専門店「AssortZ」をオープン。
  - 11月：タンスのゲン全店舗売上月商10億円を突破。タンスのゲン楽天市場店が月商5億円を突破
  - 12月：タンスのゲンホールディングス株式会社を設立。植林活動での植林数が通算2,000本を超える。
- 2016年
  - 1月：楽天市場に美容・健康専門店「腸まじめ」をオープン。
  - 6月：お客様対応強化の為、営業時間を拡大
  - 9月：千葉県船橋市に物流拠点を設立、稼働開始
  - 11月：中国での商品開発、仕入れ強化と中国でのネット通販参入の為、中国上海に子会社「上海箪笥的根商貿有限公司」を設立
- 2017年7月：楽天市場「タンスのゲン」出店15周年
- 2018年4月：業務拡張の為、新社屋、配送センターを新築。同年5月より顧客第一主義を追求する為、経営理念を変更。
- 2019年1月：「Dショッピング店」をオープン。
- 2020年1月：SDGs認定取得
- 2021年
  - 2月：植林活動での植林数が通算3,000本を超える。
  - 7月：全店舗売上年商200億円を突破。
  - 10月：「タンスのゲン本店」のスマホアプリをサービス開始[12]
  - 12月：ベトナム ビンズン省に駐在員事務所を設立
- 2022年
  - 2月：楽天市場「タンスのゲン」が「楽天ショップ・オブ・ザ・イヤー2021」（SOY）のインテリア・寝具・収納部門ジャンル大賞と、総合8位を受賞[13]
  - 4月：ウェブ漫画家のやしろあずきがタンスのゲン公式アンバサダーに就任[14]
  - 7月：ネット通販事業20周年[15]
  - 8月：タンスのゲン全運営ショップで土日祝の発送対応を開始[16]
  - 10月：YouTubeチャンネル「もちまる日記」で人気の猫のもちまるがタンスのゲン公式アンバサダーに就任し、第1弾商品としてオリジナル生地の商品を販売[17]
- 2023年
  - 4月：代表取締役に橋爪裕和が就任[18]
  - 7月：全店舗売上年商250億円を突破[19]
- 2024年
  - 1月：創業60周年[20]
  - 6月：全店舗売上年商300億円を突破[21]